# Richard Pollak-Karlín

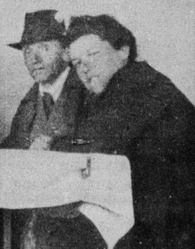
Richard a Hilda Pollak v Dornachu

Richard Pollak-Karlín (5. července 1867 Karlín – 1945 Birkenau) byl český malíř, ezoterik a antroposofil židovského původu.

## Život
Richard Pollak se narodil v Karlíně, kde vyrůstal se svým bratrem v zámožné židovské obchodnické rodině. Po ukončení základní a odborné školy působil čtyři roky v obchodě svého otce. Poté začal studovat na Umělecho-průmyslové škole v Praze u prof. Františka Ženíška. Následně pokračoval ve studiu na pražské malířské akademii u profesora Maxmiliána Pirnera. Po dvou letech odešel na Akademii do Mnichova, kde studoval u prof. Seitze. Během mnichovského pobytu Pollak podstoupil křesťanské mystické vzdělání. Po dvou letech studia v mnichově se vrátil zpět do Prahy a pokračoval ve studiu na malířské akademii u prof.Václava Brožíka. V roce 1895 akademické studium ukončil. Richard Pollak byl jedním z prvních členů S.V.U. Mánes. Během působení v Praze se ponořil do čtení křesťanské mystiky a starověké sanskrtské literatury. Pollak byl uznávaným portrétním malířem, který byl považován za citlivého interpreta duše.
Roku 1901 přesídlil Richard Pollak do Vídně kde v roce 1902 a 1908 vystavoval v "salonu Miethkeho". Ve Vídni se seznámil se svojí manželkou, Hildou Kotányi, která pocházela z početné židovské rodiny žijící v Budapešti. V roce 1906 vystavoval na výstavě "vídeňské secese" a podnikal mnoho studijních cest po Evropě. Získal ocenění v Paříži a Mnichově a v roce 1908 portrétoval v Římě básníka B.Bjørnsona. Richard Pollak a jeho žena vstoupili v roce 1906 do "Theosophical Society" a v únoru 1907 poprvé slyšel přednášku Rudolf Steinera. První světovou válku strávil s manželkou, též výtvarnicí, v Dornachu u R. Steinera, kde vyzdobili část kopule Goetheanea. V roce 1915 namaloval program pro první provedení Steinerovy eurytmicko-dramatické hry "Faustovo nanebevzetí (Faust Himmelfahrt)" na motivy goethova Fausta.
Do Prahy se vrátil se svojí ženou v roce 1920. Zabýval se antroposofií a vystavoval v Krasoumné jednotě. V roce 1924 vystavoval v Topičově salonu. Mimo to přednášel v česko-německé pobočce, maloval portréty a světelné meditační obrazy. Jeho žena rovněž přednášela a vytvářela hedvábné výšivky, jejímiž motivy byly nadpřirozené světy. V létě roku 1921 pobýval několik měsíců v polském městě Kobierzyce, kde namaloval několik portrétů, mimo jiných i "Carla hraběte Keyserlingka" a "Moritze Bartsche". Po návratu do Prahy byl v roce 1923 členem české delegace na vánoční konferenci "Anthroposofické společnosti" v Dornachu a později byl lektorem prvního ročníku "Školy pro duchovní vědu" v Praze. V roce 1927 odcestoval Pollak při příležitosti výstavy své práce do Dornachu. V březnu roku 1931 se účastl v Praze úvodní přednášky o Eurytmii. V roce 1942 v den svých narozenin byl Richard Pollak i se svou ženou zatčeni a deportováni do Terezína. Následně byl Richard Pollak převezen do vyhlazovacího tábora Birkenau, kde patrně v roce 1945 zahynul. Jeho žena Hilda Pollaková odmítla pracovat v terezínské továrně na munici a pravděpodobně zemřela v Dachau.
Portrét Rudolf Steinera, který namaloval Richard Pollak je uložen ve švýcarském Goetheanu, stejně jako některé z výšivek jeho ženy. Jeho práce byly vystavovány v Goetheanu v roce 1947 a 1967/68.

## Galerie

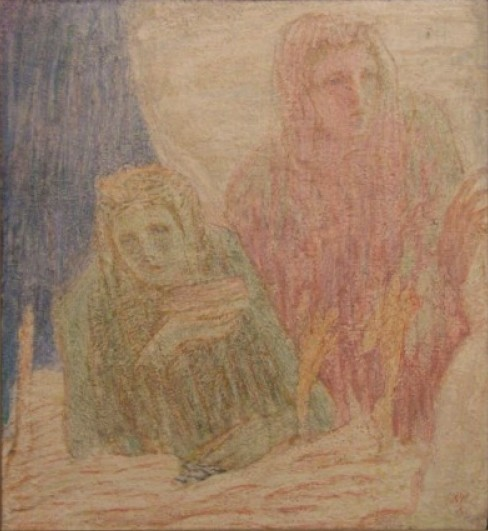
Richard Pollak-Karlin - abstrakce (kol. 1920)
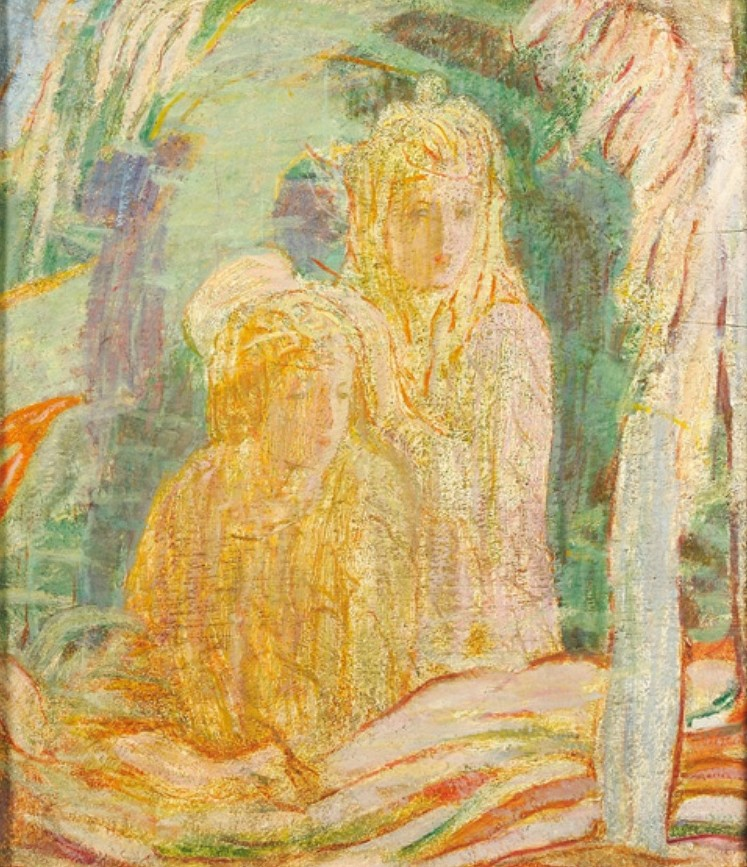
Richard Pollak-Karlin - dvě ženy (konec 20. let)
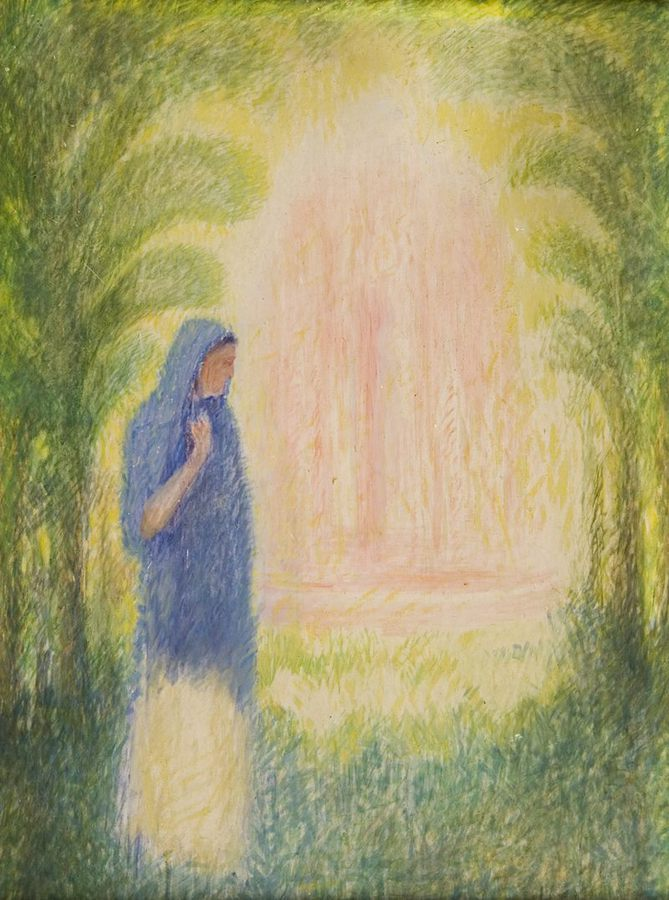
Richard Pollak-Karlin - Mystická scéna (Pramen poznání;Panna Maria v Egyptě) kol. 1910
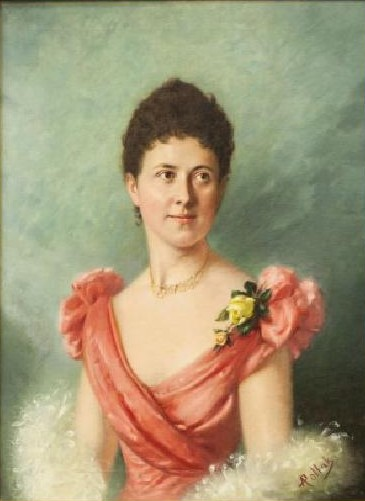
Richard Pollak-Karlin - Dívka v růžových šatech (kol. 1910)
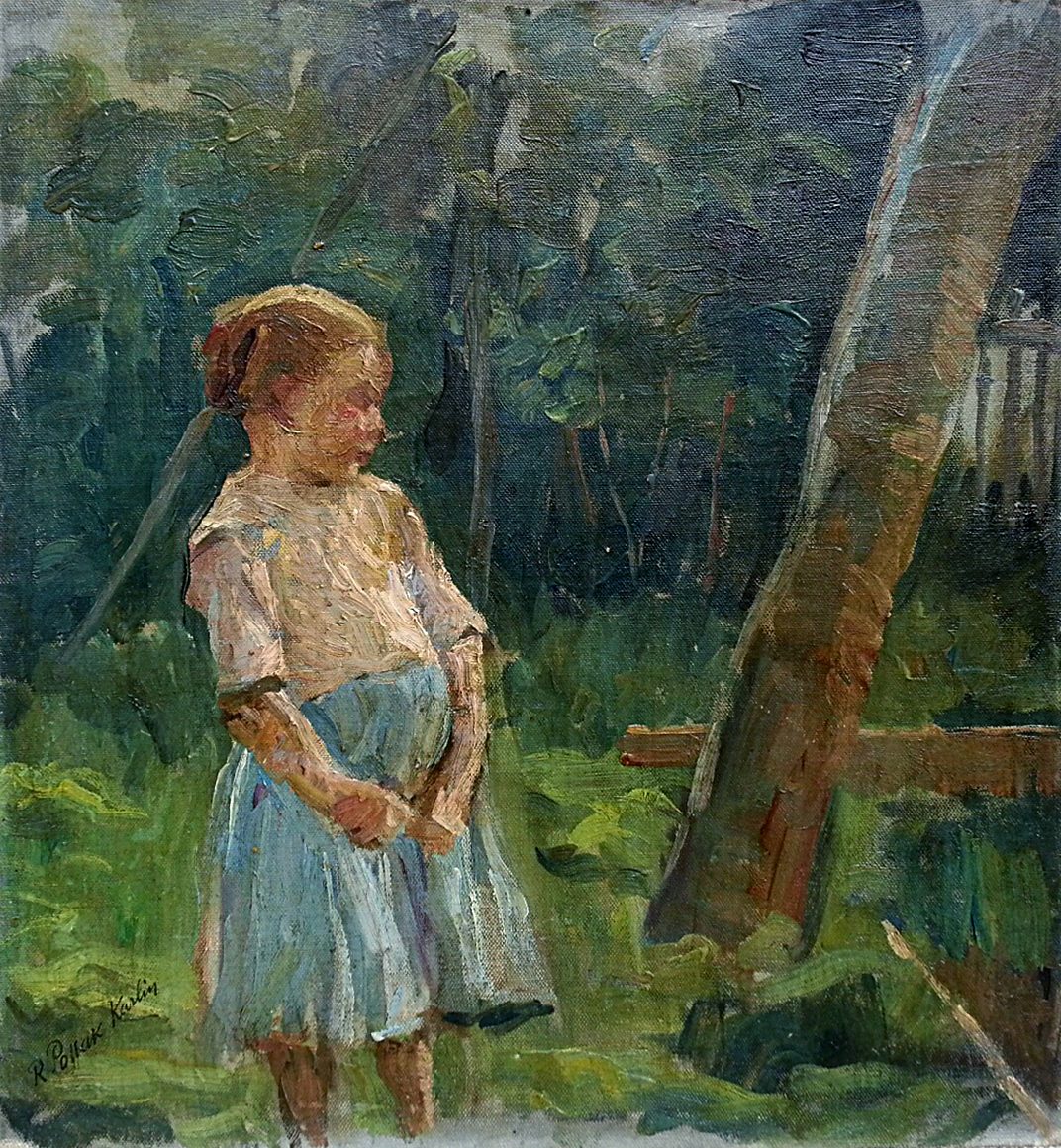
Richard Pollak-Karlin – Dívka u stromu
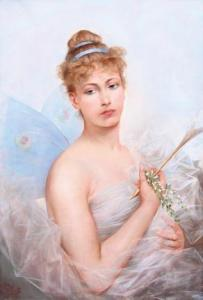
Richard Pollak-Karlin - Víla